# Sol Invictus (álbum)
Sol Invictus es el séptimo álbum de estudio de Faith No More, lanzado el 19 de mayo de 2015, 18 años después de su último disco en 1997, Album of the Year. Fue anunciado oficialmente el 10 de febrero de 2015 por medio de su cuenta de Twitter y contiene 10 temas. 
Hasta el momento, el grupo ha lanzado como sencillos los temas "Motherfucker" y "Superhero", ambos ya interpretados durante su retorno a los estudios Koolarrow Records en el año 2014. Además, estrenaron el tema "Matador" en la gira por Sudamérica en el 2011 y el 15 de abril de 2015 presentaron en el PNE Forum de Vancouver la canción "From The Dead", tema que cierra el álbum.

## Contenido y recepción
En una entrevista que realizó la revista Rolling Stone al bajista del grupo Billy Gould, éste señaló que la esencia del disco es "hipnótico y gótico". A su vez planteó que "toma influencias de grupos como Siouxsie  And The Banshees y Roxy Music, las cuales junto con las ideas del vocalista Mike Patton logran un resultado potente y unido".
De Sol Invictus se han desprendido hasta ahora dos sencillos oficiales: "Motherfucker", con 5000 copias de '7 el 28 de noviembre de 2014, el día del Black Friday en Estados Unidos, y lanzado de forma digital para iTunes y Soundcloud el mismo día. 
El otro sencillo es "Superhero", el cual se lanzó el 17 de marzo de 2015 en formato vinilo, y el 31 del mismo mes en formato digital. También se ha dado a conocer que el próximo sencillo del disco será "Sunny Side Up", aunque aún no hay fecha de lanzamiento oficial.
Sol Invictus ha recibido hasta ahora críticas positivas por los medios musicales. El sitio Metacritic lo señaló como "favorable" y tuvo un marcador de 79 de 100 basados en 25 críticas.
Sol Invictus Vendió más de 200 000 copias en los dos primeros meses de lanzamiento según cifras de la United World Charts. Y se estima que ha logrado vender alrededor de 1 000 000 de copias en todo el mundo.

## Lista de canciones
| N.º | Título               | Escritor(es)               | Duración |  |
| 1.  | «Sol Invictus»       | Bill Gould, Mike Patton    | 2:37     |  |
| 2.  | «Superhero»          | Mike Bordin, Gould, Patton | 5:15     |  |
| 3.  | «Sunny Side Up»      | Gould, Patton              | 2:59     |  |
| 4.  | «Separation Anxiety» | Bordin, Gould, Patton      | 3:44     |  |
| 5.  | «Cone of Shame»      | Gould, Patton              | 4:40     |  |
| 6.  | «Rise of the Fall»   | Gould, Patton              | 4:09     |  |
| 7.  | «Black Friday»       | Bordin, Gould, Patton      | 3:19     |  |
| 8.  | «Motherfucker»       | Roddy Bottum, Patton       | 3:33     |  |
| 9.  | «Matador»            | Gould, Patton              | 6:09     |  |
| 10. | «From the Dead»      | Gould, Patton              | 3:06     |  |

## Personal
- Mike Patton: vocalista
- Billy Gould: bajo
- Mike Bordin: batería
- Roddy Bottum: teclados, voces
- Jon Hudson: guitarra